# نیکیتینو (باشقیرستان)
نیکیتینو (انگلیسی: Nikitino, Republic of Bashkortostan) یک شهرک در شهرستان کارماسکالینسکی استان باشقیرستان کشور روسیه است.